# Górzanka
Górzanka – wieś w Polsce położona w województwie podkarpackim, w powiecie leskim, w gminie Solina.
Wieś prawa wołoskiego w latach 1551–1600, położona w ziemi sanockiej województwa ruskiego. Górzanka założona została na prawie wołoskim w dobrach Balów z Hoczwi. Należała do Stefana Bala, który posiadał również Buk, Bukowiec, Kołonice, Łopienkę, Cisną, Ług, Rybne, Strzebowiska, Wołkowyję, Terkę, Tyskową, Zawój, Zawóz i Żernicę Wyżną. Po raz pierwszy wymieniona została w dokumencie z 1480 pod nazwą Wołkowyja Mała. W latach 1975–1998 miejscowość administracyjnie należała do województwa krośnieńskiego.
W Górzance znajduje się Szkolne Schronisko Młodzieżowe PTSM, zrzeszone w Polskim Towarzystwie Schronisk Młodzieżowych, a także XIX-wieczna drewniana świątynia, dawna cerkiew św. Paraskewy. W 1948 cerkiew została przejęta przez Kościół rzymskokatolicki i użytkowana jako kościół filialny, a od 1969 jako parafialny pw. Wniebowstąpienia Pańskiego w dekanacie Solina.
W Górzance urodzili się Adam Bielecki (1811), Josyp Hukewycz (1892). Mieszkał tu również Przemysław "Chmielu" Chmielewski, znany w Bieszczadach gitarzysta, bieszczadzki bard. Zmarł 13 stycznia 2017. Jest pochowany na tutejszym cmentarzu.

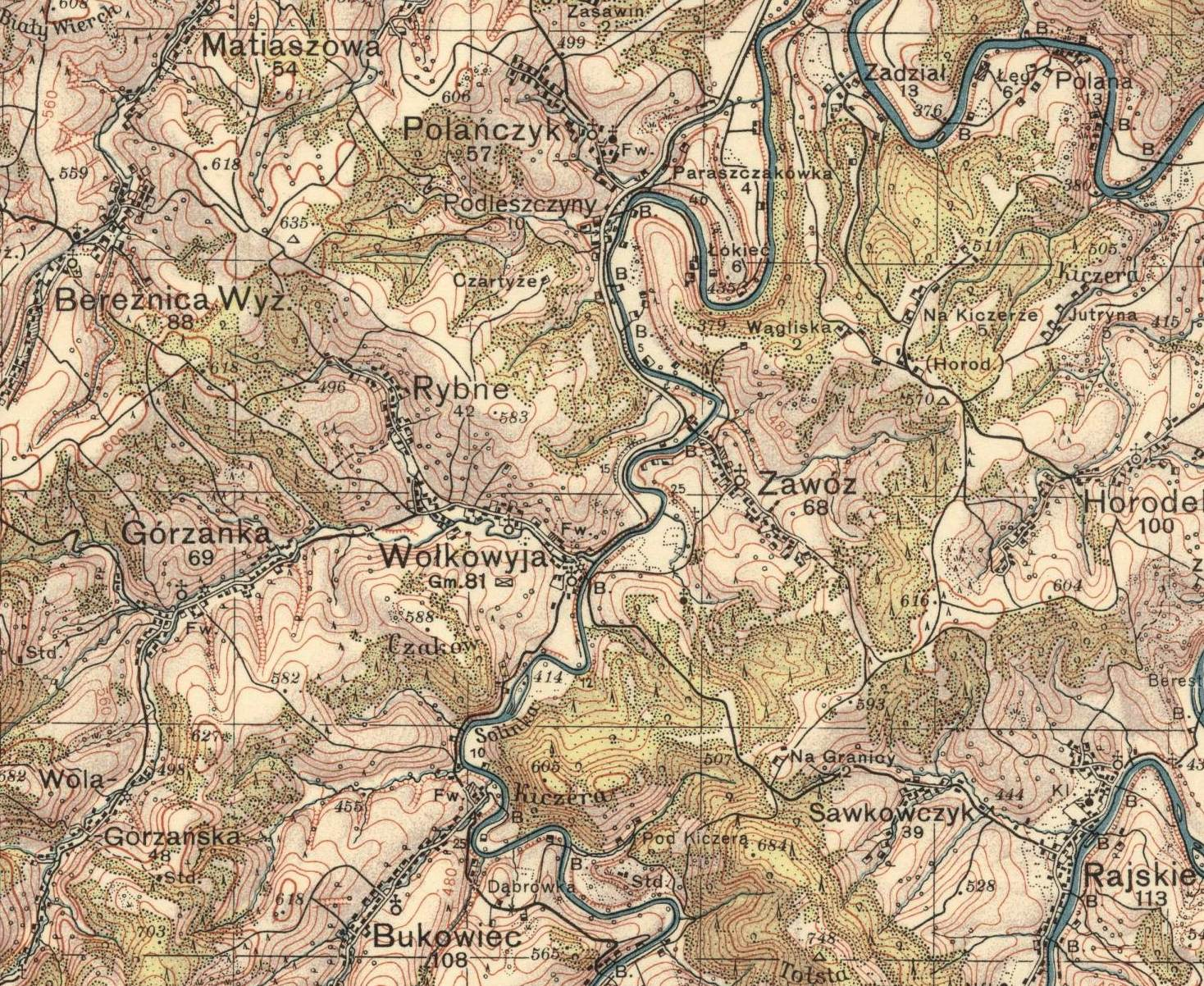
Górzanka na mapie z 1937
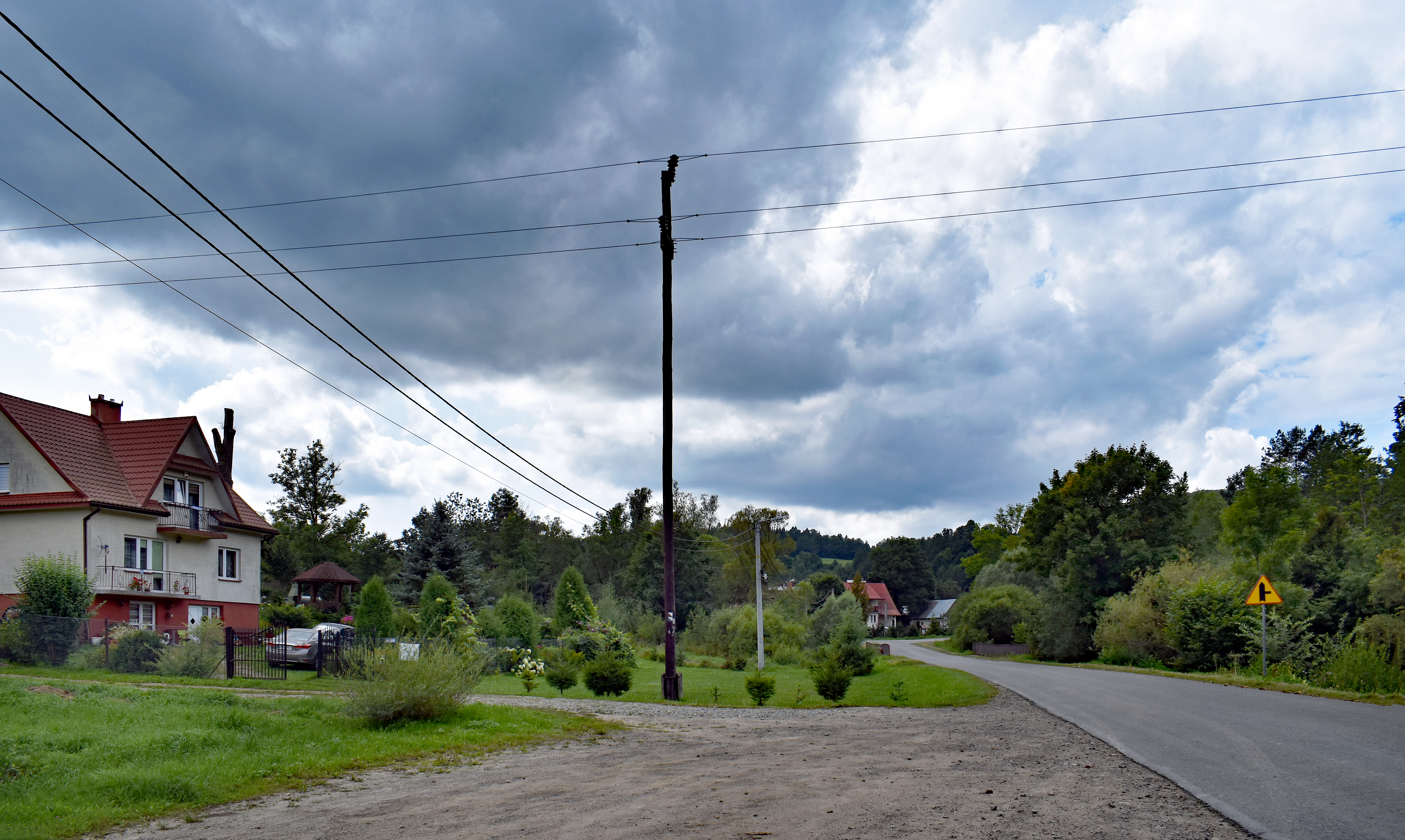
Ogólny widok na zachód
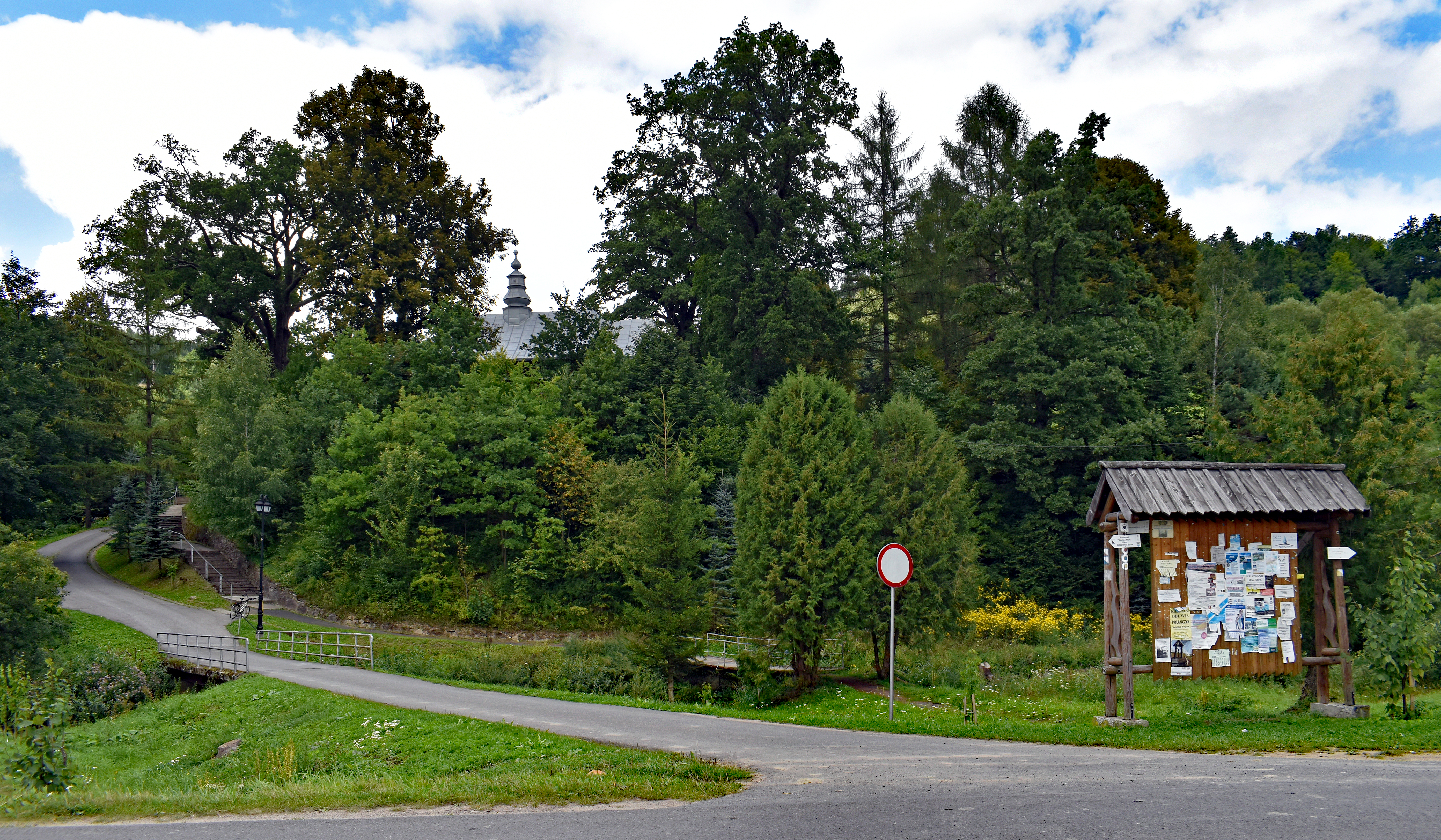
Cerkiew i potok Wołkowyjka
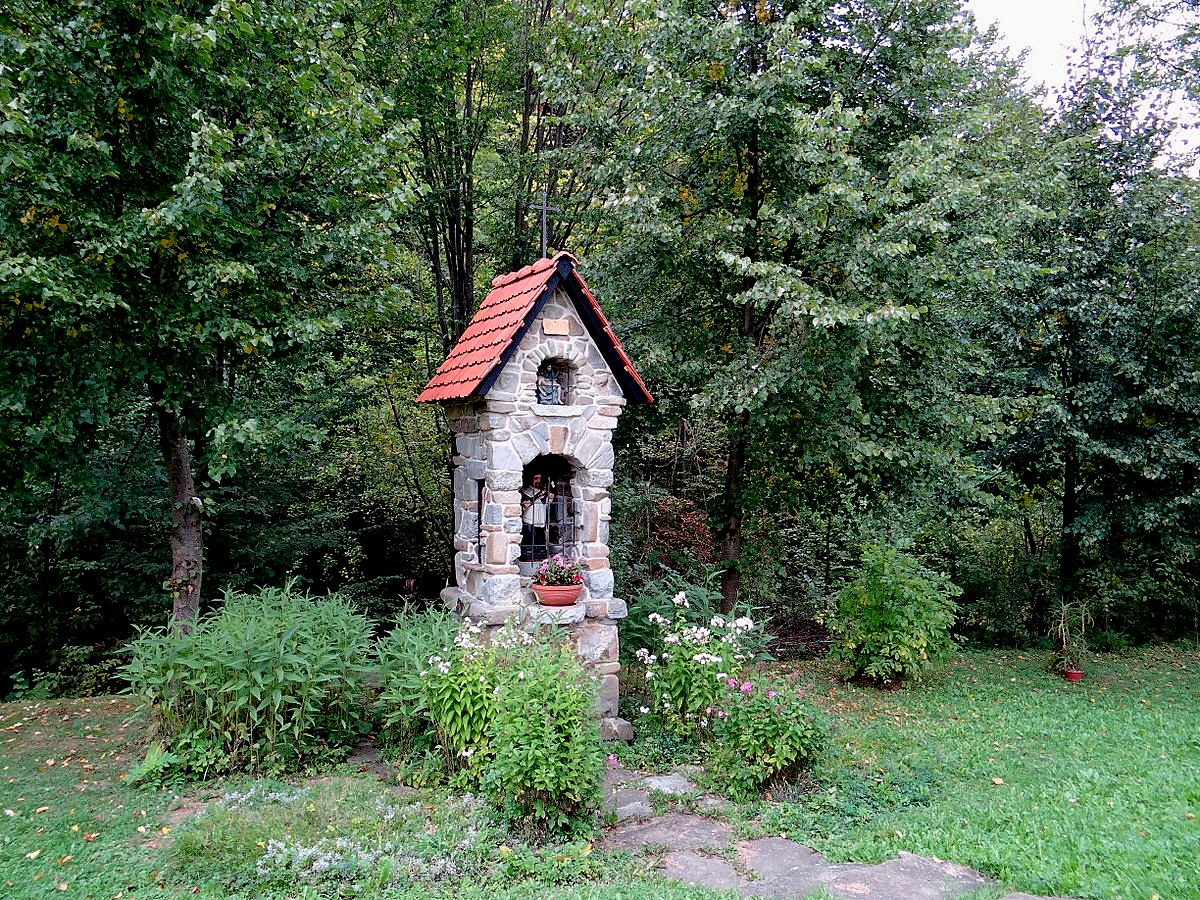
Kapliczka z Nepomucenem